# Gesellschaft für Australienstudien
Die seit 1989 bestehende Gesellschaft für Australienstudien e.V. (GASt) (englisch German Association for Australian Studies) mit Sitz in Berlin ist eine interdisziplinäre wissenschaftliche Vereinigung deutscher, österreichischer und schweizerischer Mitglieder, für die der Bereich der Australienstudien einen übergeordneten Forschungsschwerpunkt darstellt. Laut Satzung ist der Zweck des Vereins, die Australienstudien im deutschsprachigen Raum in Forschung und Lehre voranzutreiben, gleichzeitig jedoch auch die Beziehungen zwischen deutschsprachigen Ländern und Australien auf wissenschaftlicher und kultureller Ebene weiterzuentwickeln. Sie findet auch außerhalb wissenschaftlicher Kreise Anerkennung.

## Mitglieder und Gremien
Die Gesellschaft hatte im Juli 2014 etwa 100 Mitglieder aus unterschiedlichsten Fachrichtungen, die an Universitäten oder anderen Forschungseinrichtungen angestellt sind, studieren oder sich in der Öffentlichkeit für Australienforschung engagieren. Auch die Australischen Botschaften in Berlin und Wien sind Mitglieder. Die Forschungsgebiete der Mitglieder reichen von Ethnologie, Geographie, Geschichte, Kunst, Literatur- und Sprachwissenschaften, Medienwissenschaften bis hin zu Rechts- und Sozialwissenschaften. Die Jahresbeiträge der Mitglieder sowie Spenden tragen weitgehend den finanziellen Rahmen der Gesellschaft, die als gemeinnütziger Verein firmiert.

### Vorstand
Die Gesellschaft hat als eingetragener Verein einen Vorstand, der aus vier Mitgliedern gewählt wird. Jede Amtsperiode währt drei Jahre. Im Jahr 2023 gehören zum Vorstand:
- Vorsitzende: Carsten Wergin, Heidelberg
- Erster stellvertretender Vorsitzender: Leonie John, Köln
- Zweite stellvertretende Vorsitzende (Schatzmeisterin): Katrin Althans, Düsseldorf
- Public Relations: Stefanie Affeldt, Hamburg

Ehemalige Vorsitzende:
- 1989–1993  Horst Prießnitz, Wuppertal
- 1993–1996  Gerhard Stilz, Tübingen
- 1996–1999  Manfred Brusten, Wuppertal
- 1999–2002  Norbert Platz, Trier
- 2002–2005  Rudolf Bader, Wil (Aargau)
- 2005–2008 Gerd Dose, Hamburg
- 2008–2012  Adi Wimmer, Klagenfurt
- 2012–2013  Renate Brosch, Stuttgart
- 2013–2014  Therese-Marie Meyer, Halle-Wittenberg
- 2014–2016  Amelie Bernzen, Köln
- 2016–2023  Beate Neumeier, Köln

### Wissenschaftlicher Beirat
Der Wissenschaftliche Beirat setzt sich aus Wissenschaftlern verschiedener Fachgruppen zusammen und berät bzw. begutachtet die wissenschaftlichen Publikationen der Gesellschaft sowie die für die Förderpreise eingereichten Arbeiten.
Der Wissenschaftliche Beirat setzt sich aktuell zusammen aus
- Eva Bischoff, Geschichte, Trier
- Boris Braun, Geographie, Köln
- Liesel Hermes, Anglistik, Literaturdidaktik, Karlsruhe †
- Barbara Schmidt-Haberkamp, Anglistik, Bonn

## Aktivitäten
Zu den Aktivitäten der GASt zählen drei Publikationsformate, die Zweijahrestagungen, Workshops, Lehrerfortbildungen und die Förderpreise für herausragende Leistungen bei Abschlussarbeiten und Dissertationen mit Bezug zu Australien.

### Publikationen

#### KOALAS
Die Schriftenreihe KOALAS (Konzepte, Orientierungen, Abhandlungen, Lektüren, Australienstudien) thematisiert und dokumentiert themen- und fachübergreifend in deutscher und englischer Sprache die Deutung europäischer Australienperspektiven im Spannungsfeld zwischen populärem Klischee und wissenschaftlicher Erkenntnis.
Es gibt aktuell 14 Bände: Zwei Monographien und zwölf interdisziplinäre Sammelbände, die als Konferenzbände konzipiert wurden. Bandherausgeber sind in der Regel die Ausrichter der jeweiligen Konferenz. Die Artikel werden von den Reihen- und Bandherausgebern sowie vom wissenschaftlichen Beirat geprüft (peer review-Verfahren). Reihenherausgeber: Eva Bischoff (Trier), Kylie Crane (Rostock), Barbara Schmidt-Haberkamp (Bonn), Gerhard Stilz (Tübingen) und, geschäftsführend, Boris Braun (Köln).

#### Zeitschrift für Australienstudien (ZfA) / Australian Studies Journal
Die im Peer-Review-Verfahren jährlich erscheinende Zeitschrift für Australienstudien (ISSN 1864-3957) versteht sich als wissenschaftliche Fachzeitschrift und publiziert unter anderem Artikel, Rezensionen und Essays. Beiträge stammen sowohl von Mitgliedern als auch von Nichtmitgliedern. Die ZfA ging 2006 aus dem Newsletter der Gesellschaft hervor, den es seit 1987 gab und der seinerseits den Newsletter der Arbeitsgemeinschaft Australien ablöste. Aktuell besteht das Herausgebergremium aus Stefanie Affeldt (geschäftsführende Herausgeberin, Hamburg), Katrin Althans (Duisburg-Essen) und Christina Ringel (Dortmund); Dany Adone (Köln), Eva Bischoff (Trier), Patricia Plummer (Düsseldorf) und Carsten Wergin (Heidelberg) fungieren als fachspezifische Redakteure.
Vorherige Herausgeber:
| Jahre     | Heftnummer | Herausgeber                              |
| 1991–2000 | 1–14       | Horst Prießnitz                          |
| 2001–2006 | 15–20      | Gerhard Leitner                          |
| 2007/2008 | 21/22      | Britta Kuhlenbeck und Adi Wimmer         |
| 2009–2010 | 23–24      | Adi Wimmer                               |
| 2011      | 25         | Adi Wimmer und Xavier Pons               |
| 2012–2021 | 26–35      | Henriette von Holleuffer und Oliver Haag |

#### E-Newsletter
Als zeitgemäßes Medium breitenwirksamer und interdisziplinärer Kommunikation zu Australien konzipierten Adi Wimmer und Henriette von Holleuffer (2009–2021) den elektronischen Newsletter. Der halbjährlich erscheinende e-NL wird seit Sommer 2021 von Stefanie Affeldt und Friederike Schmidt herausgegeben. Das online erscheinende Mitteilungsorgan ist ein multimediales Informations- und Diskussionsforum, das einem breiten Publikum aktuelles Wissen über Australien bereitstellt.

### Fachtagungen
Seit 1988 richten Mitglieder der GASt alle zwei Jahre an ihren Heimatinstituten abwechselnd die zweijährigen interdisziplinären Fachkonferenzen der GASt aus. Die Tagung dauert in der Regel drei Tage und ist offen für Mitglieder und Nichtmitglieder. Etwa zehn im Peer-Review-Verfahren ausgewählte Beiträge werden anschließend in einem Band der KOALAS-Reihe (s. o.) als Artikel veröffentlicht. Die nächste Tagung 'Australian Mobilities' wurde für das Jahr 2023 in Essen vorgesehen.
- 1988 Australienstudien in Deutschland in Blaubeuren
- 1990 Mensch und Natur in Australien in Oberjoch
- 1992 Australien zwischen Europa und Asien in Marienheide-Roth
- 1994 Australienreisen – Von der Expedition zum Tourismus in Blaubeuren
- 1996 Gold – Geld – Geltung: Ressourcen und Ziele der australischen Gesellschaft in Tübingen
- 1998 Australien auf dem Weg ins 21. Jahrhundert: Bilanzen, Standortbestimmungen, Visionen in Moosegg, Schweiz
- 2000 Australiens Zukunft im Lichte seiner Vergangenheit in Klagenfurt, Österreich
- 2002 Zwischen Asien und dem Westen: Zur politischen, ökonomischen und kulturellen Orientierung Australiens in Trier
- 2004 Australien – Raum und Bedeutung / Australia – Making Space Meaningful in Hamburg
- 2006 Australien im Prozess der Globalisierung / Australia in the Process of Globalisation in Bamberg
- 2008 Australien verstehen – Facetten eines Kontinents / Understanding Australia – Aspects of a Continent in Karlsruhe
- 2010 Australien – Realität, Klischee, Vision / Australia – Reality, Stereotype, Vision in Klagenfurt, Österreich
- 2012 Visualizing Australia: Images, Icons, and Imaginations – Representing the Continent at Home and Abroad in Stuttgart[13]
- 2014 Postcolonial Justice: Reassessing the Fair Go in Potsdam und Berlin[14]
- 2016 Nature and Environment in Australia in Köln[15]
- 2018 Australian Perspectives on Migration in Düsseldorf[16]
- 2021 Australian Seascapes in Trier[17]
- 2023 Australian Mobilities in Essen[18]

### Förderpreise
Die Gesellschaft für Australienstudien verleiht alle zwei Jahre zwei Förderpreise für herausragende wissenschaftliche Studien zum Thema Australien aus dem deutschsprachigen Raum. Ein Förderpreis wird für eine exzellente Dissertation, der zweite für eine ausgezeichnete Abschlussarbeit (Diplom, Master) vergeben. Die Arbeiten können auch an Universitäten außerhalb Deutschlands, der Schweiz oder Österreichs entstanden sein, sofern die Verfasser ihren Wohnsitz in einem der drei Länder oder die entsprechende Staatsbürgerschaft haben. Die Dissertationen, Diplom- oder Masterarbeiten sollen nicht älter als drei Jahre sein. Die Preisträger werden jeweils über eine gesonderte Ausschreibung ermittelt. Eingehende Arbeiten werden vom Wissenschaftlichen Beirat der Gesellschaft begutachtet und dem Vorstand zur Preisvergabe vorgeschlagen.
Zum Zweck der Nachwuchsförderung und zur Intensivierung des Austauschs zwischen schulischer und universitärer Lehre lobt die Gesellschaft für Australienstudien e. V. ab 2020 jährlich einen Förderpreis für herausragende Facharbeiten von Schülern der Sekundarstufe II zum Thema Australien in den Fächern Englisch, Geschichte, Politik- und Sozialwissenschaften, Biologie und Geographie sowie gegebenenfalls weiteren Fächern aus.

#### Preisträger des Förderpreises für herausragende wissenschaftliche Studien
| 2023 | Daniel Rothenburg. Too Much Water: Irrigation, Salinity, and Communities in the Murray-Darling Basin, Australia. An Environmental History. Dissertation, Universität Tübingen, 2022 Lena Amberge. World of Loss: Absence and Grief in Australian Climate Fiction. Masterarbeit, Universität Potsdam, 2022 |
| 2020 | Victoria Herche. The Adolescent Country: Re-Imagining Youth and Coming of Age in Contemporary Australian Film. Dissertation, Englisches Seminar, Universität zu Köln, 2018 Louise Thatcher. Policing the Border in Early White Australia. Masterarbeit, Studiengang Global History, Freie Universität Berlin, 2020 |
| 2018 | Geoff Rodoreda. The Mabo Turn in Australian Fiction. Dissertation, Universität Stuttgart, 2017 Danielle Norberg. The Remains of Decency: Footwear in the Early Australian Settlement. Bachelorarbeit, Martin-Luther-Universität Halle-Wittenberg, 2016. |
| 2016 | Stefanie Affeldt. Consuming Whiteness: Australian Racism and the 'White Sugar' Campaign. Dissertation, Wirtschafts- und Sozialwissenschaften, Universität Hamburg, 2013 Roxana Leithold. Nachhaltige Siedlungsentwicklung als Verdichtungsprozess: Kleinräumige Analysen in der Wachstumsregion Brisbane, Australien. Masterarbeit im Fach Geographie, Universität Köln, 2014 Daniel Rothenburg. Australischer High Modernism: Merkmale des Hydro-Electric-Engineering-Diskurses anhand des Hume-Staudamms. Zulassungsarbeit zum Staatsexamen im Fach Geschichtswissenschaft, Universität Tübingen, 2015 |
| 2014 | Chrischona Schmidt. ‚I paint for everyone‘ – the making of Utopia art. Dissertation, Australian National University, Canberra, 2012 |
| 2012 | Fabian Sonnenburg, The Effects of Airport Development on Local Real Estate Markets: Quantitative and Qualitative Analyses for Brisbane, Australia. Diplomarbeit, Universität Köln, 2012 Mandy Kretzschmar, Narrating the Other: Cultural Constructions of the European in the Australian Press. A Qualitative Analysis of the 1920s and 1960s. Dissertation, Universität Leipzig und Macquarie University, Sydney, 2012 |
| 2010 | Sibylle Kästner, Jagende Sammlerinnen und Sammelnde Jägerinnen in Gegenwart und Vergangenheit: Eine Studie über die Beschaffung tierischer Beute durch australische Aborigines-Frauen anhand ethnologischer und ethnohistorischer Quellen. Dissertation, Eberhard-Karls-Universität Tübingen, 2008 Maike Koschorrek, A Long Way to Reconciliation: Entwicklungen in der australischen Vergangenheitsbewältigung und Aussöhnungspolitik unter der Howard-Regierung 1996–2007 – Eine Diskursanalyse themenrelevanter Artikel des Bulletin. Magisterarbeit, Universität Bremen, 2009                        |
| 2008 | Ulrike Abend, Australia Talks Back – the Phenomenon of Talkback Radio. Diplomarbeit, Alpen-Adria-Universität Klagenfurt, 2008 |
| 2006 | Andreas Gaile, Rewriting History: Peter Cary's Fictional Biography of Australia. Dissertation, Johannes-Gutenberg-Universität Mainz, 2006 Melanie Fasche, Glocalization, Gentrification and Creative Business Services: a Case Study of Newtown Sydney. Diplomarbeit, Rheinische Friedrich-Wilhelms-Universität Bonn, 2004 Claudio Kullmann, Die Einstellungen zur Monarchie in Australien und Neuseeland im Vergleich [The Attitudes Towards the Monarchy in Australia and New Zealand Compared]. Magisterarbeit, Philipps-Universität Marburg, 2006                                                    |
| 2004 | Christof Pforr, Tourism Public Policy in the Northern Territory of Australia – A Process Facilitating Sustainability? [A Case Study of the Northern Territory Tourism Development Master Plan]. Dissertation, Northern Territory University, Darwin, 2003 |
| 2002 | Anke Schüttemeyer, Verdichtete Siedlungsstrukturen in Sydney – Lösungsansätze für eine nachhaltige Stadtentwicklung [Compact Urban Form – Aspects of Sustainable Urban Development in Sydney]. Dissertation, Rheinische Friedrich-Wilhelms-Universität Bonn, 2002 |
| 2000 | Margret Carstens, Indigene Land- und Selbstbestimmungsrechte in Australien und Kanada unter besonderer Berücksichtigung des internationalen Rechts [From Native Title to Self-Determination? Indigenous Rights in Australia and Canada. A Legal Comparison]. Dissertation, Universität Bremen, 1999 |